# Oldtimer

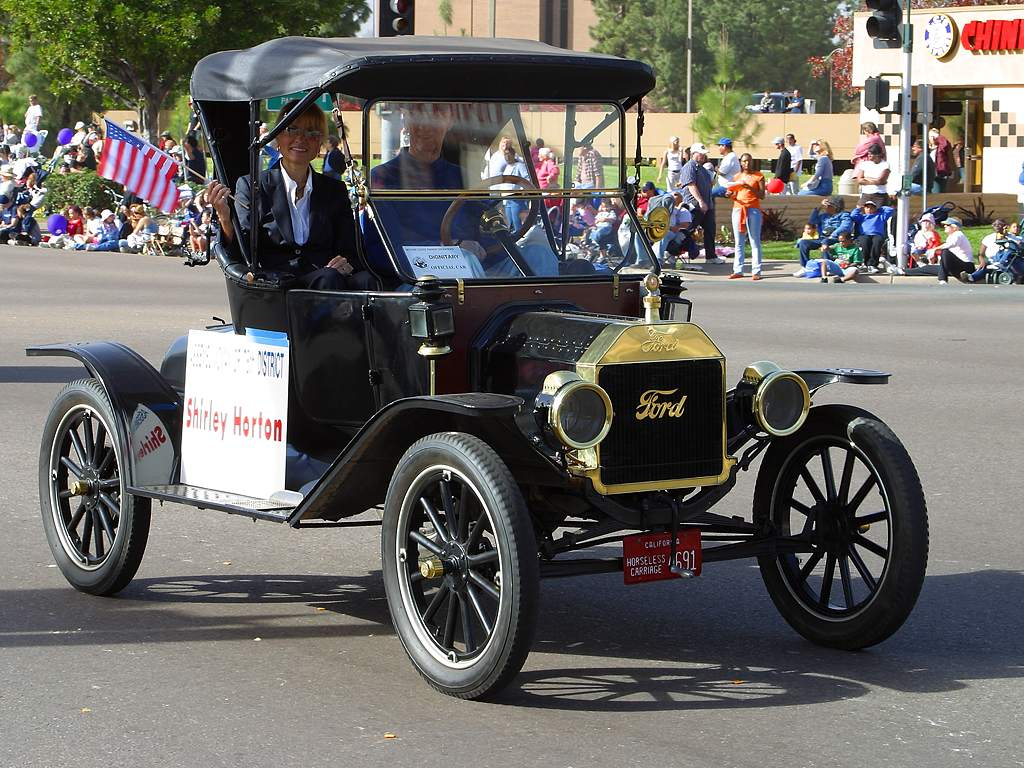
Oldtimer-Automobil: Ford T, 50 Jahre lang „meistverkauftes Auto“

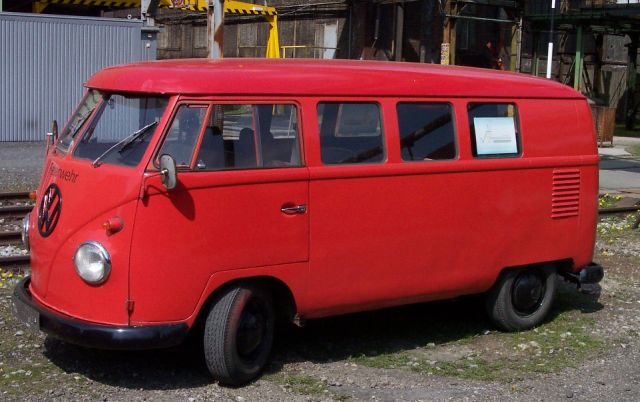
Oldtimer-Kleintransporter: Volkswagen Transporter T1 (als Feuerwehrfahrzeug)

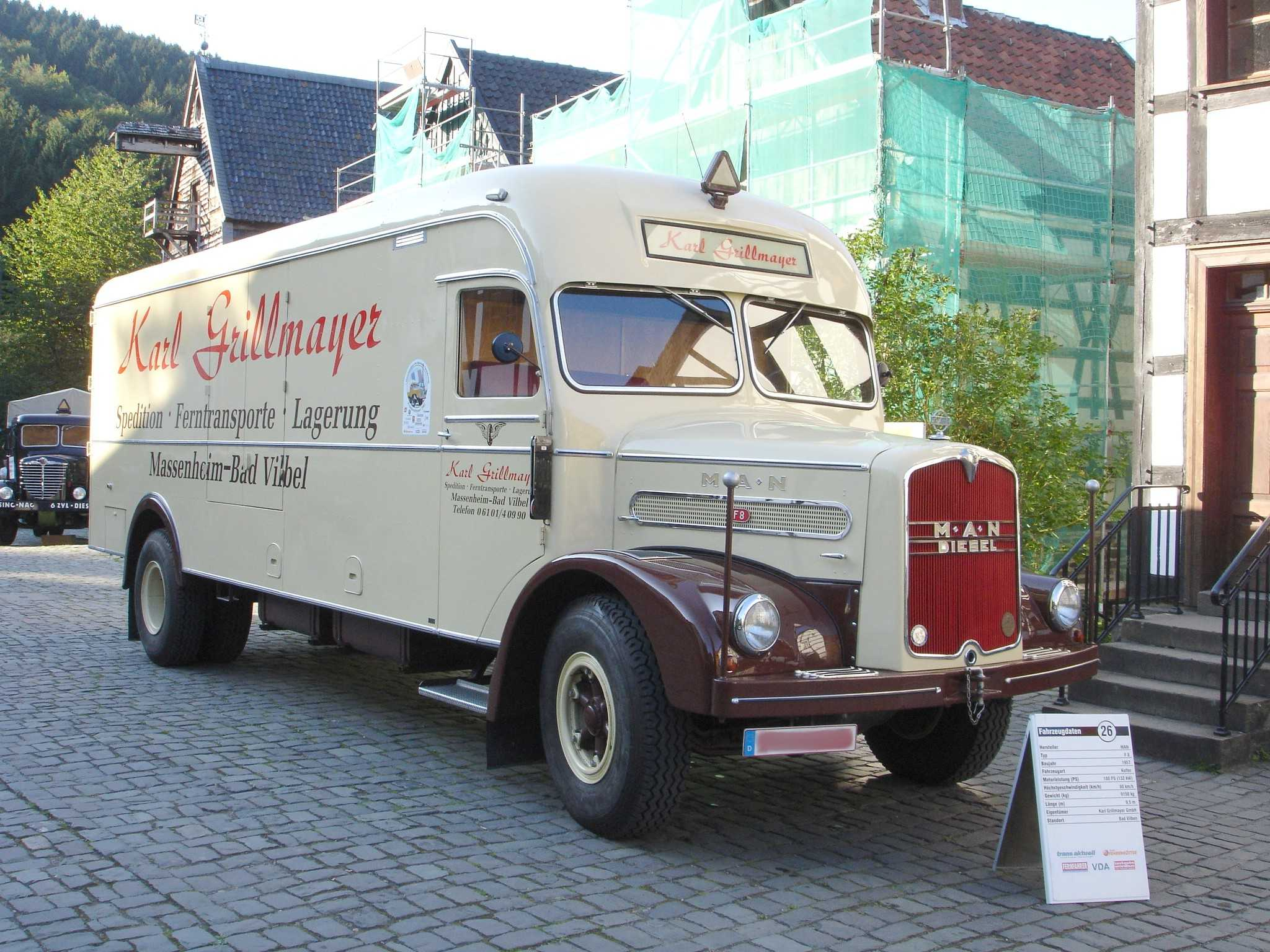
Oldtimer-Lkw: MAN F8

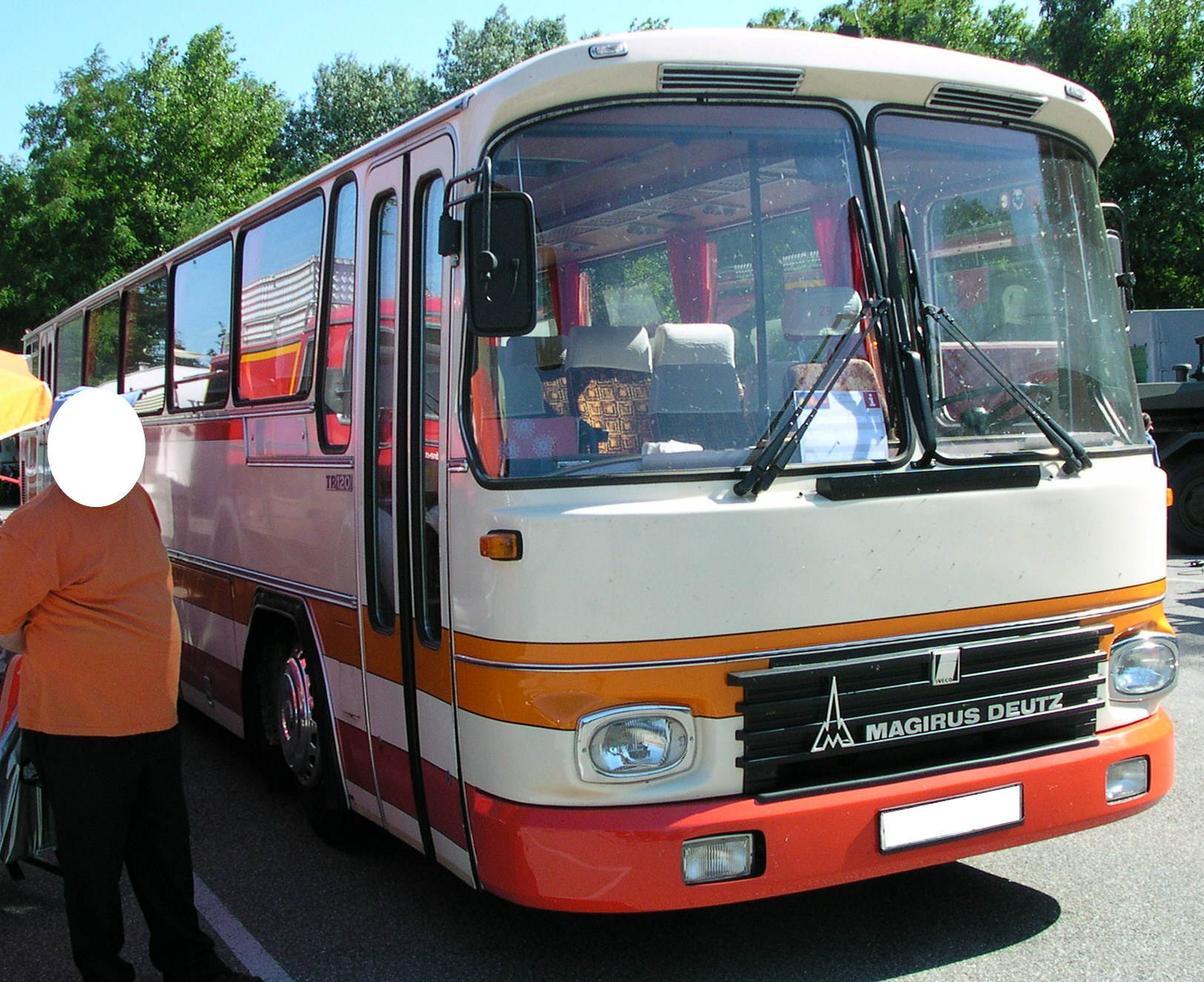
Oldtimer-Omnibus: Magirus-Deutz TR 120

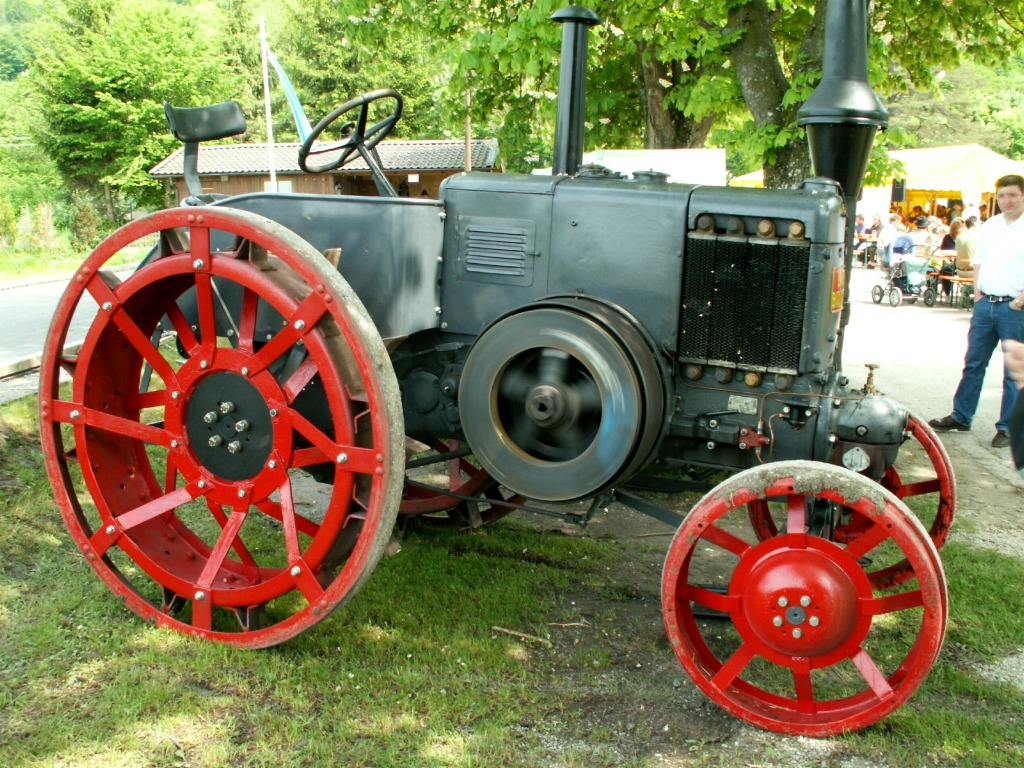
Oldtimer-Traktor: Lanz HR 8

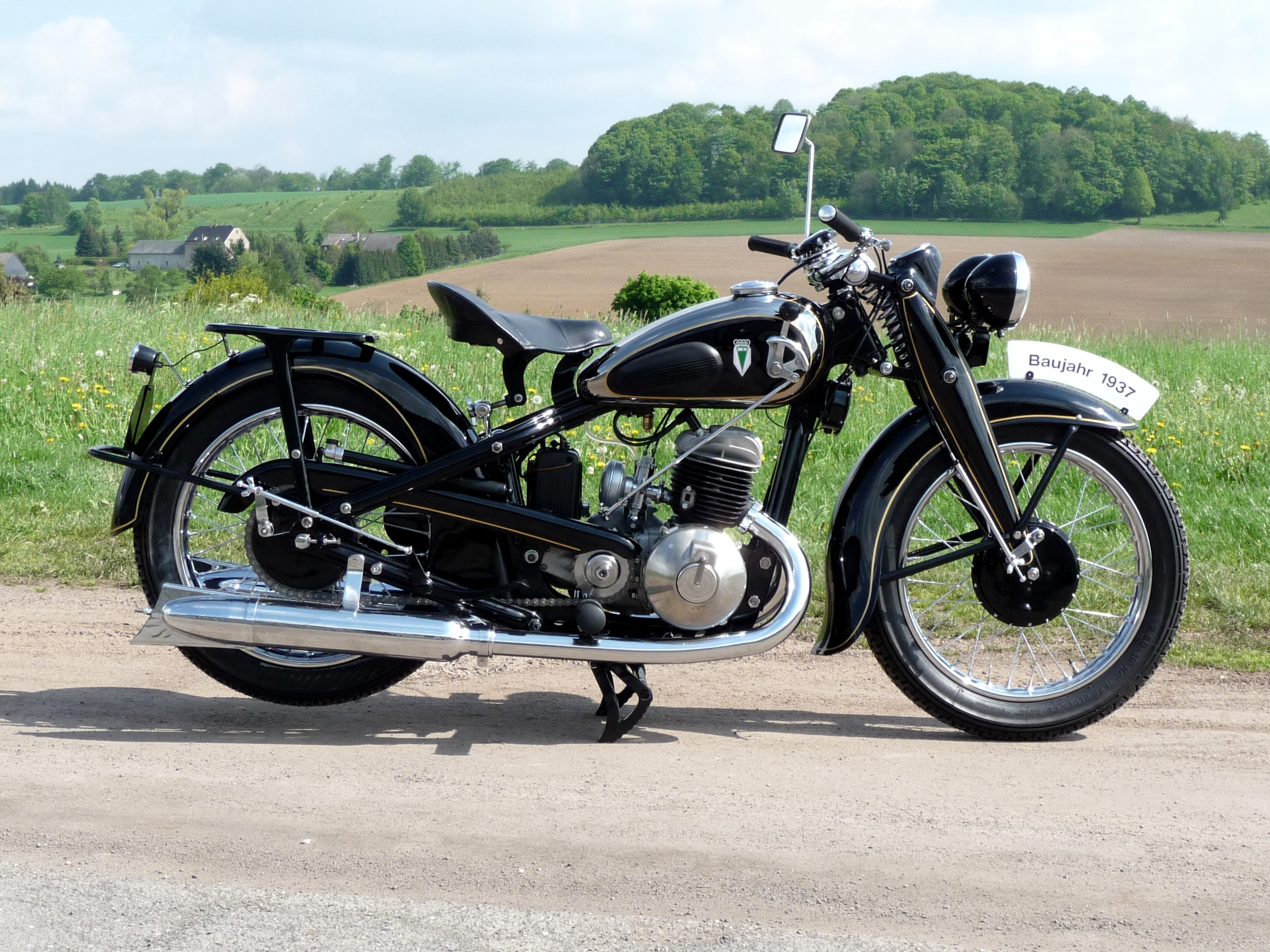
Oldtimer-Motorrad: DKW SB 500

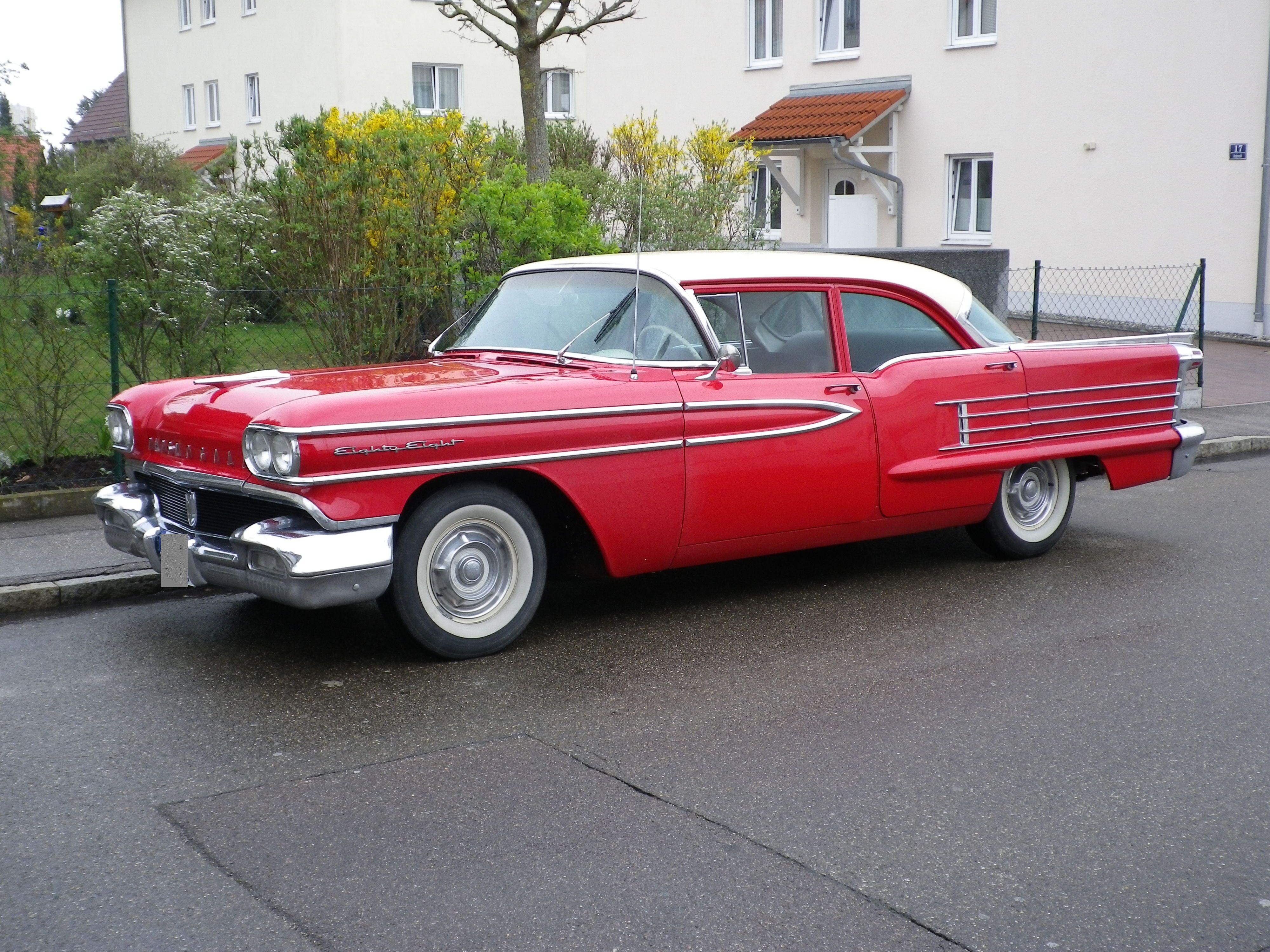
Das Oldsmobile 88 Baujahr 1958

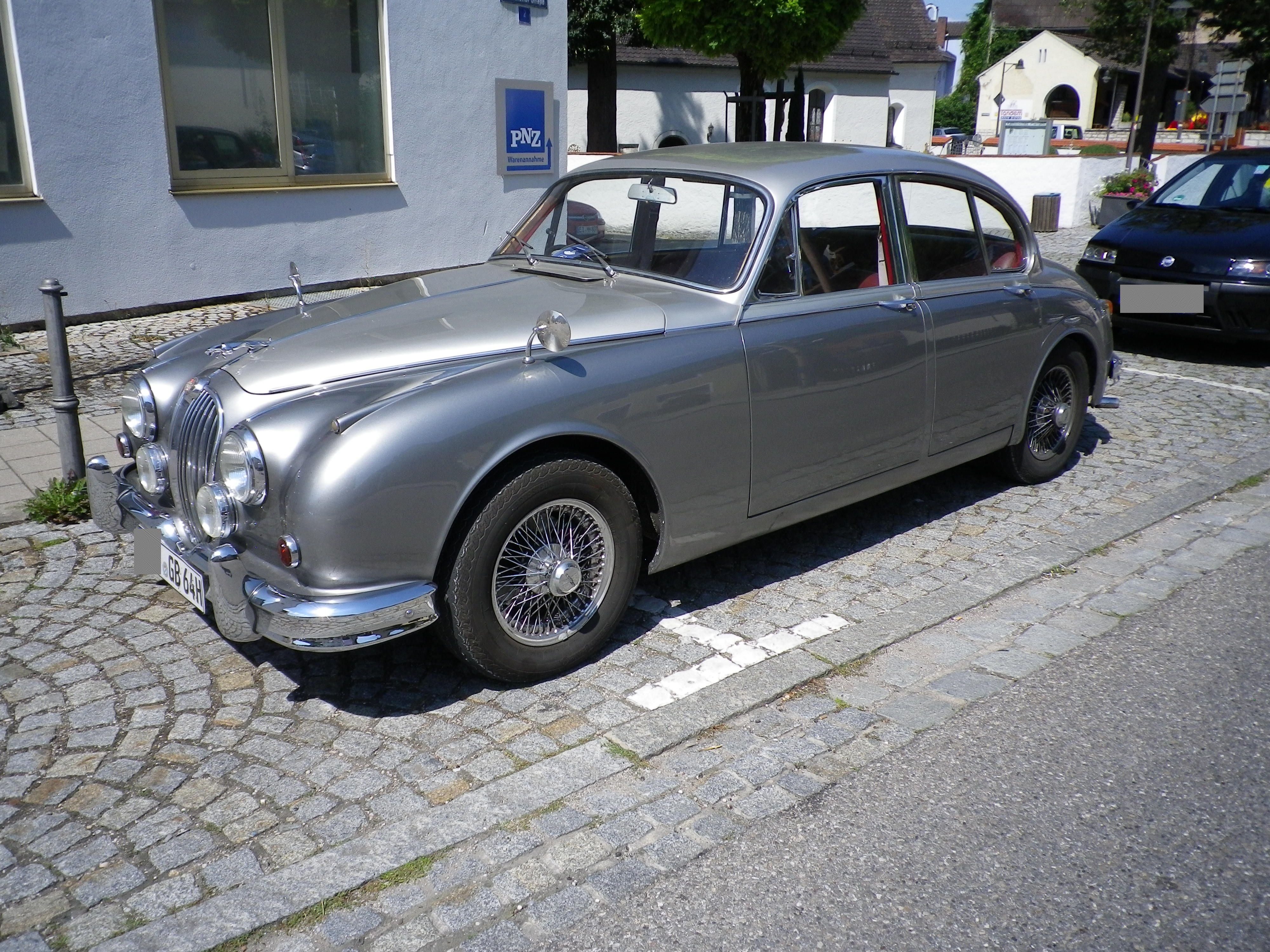
Jaguar Mark 2 Baujahr 1964

Das Wort Oldtimer ist ein Scheinanglizismus für Altfahrzeuge, der im deutschen Sprachgebrauch ein Kraftfahrzeug (insbesondere ein Automobil, einen Lastkraftwagen, einen Omnibus, ein Motorrad oder einen Traktor) bezeichnet, daneben auch eine Lokomotive oder ein Schiff, die je nach Klassifizierung eine bestimmte (gesetzlich definierte) Altersgrenze von beispielsweise 30 Jahren überschritten haben.

## Etymologie

### Deutscher Sprachraum
Der Begriff Oldtimer ist wie der Begriff Klassiker im Deutschen ein Oberbegriff und als solcher unscharf. Oldtimer wird überwiegend auf technische Geräte und Gebrauchsgüter bezogen, also nicht auf Lebewesen, Gebäude, Kunstwerke oder geistiges Eigentum; beispielsweise ist die Süßspeise Pfirsich Melba ein Klassiker, aber kein Oldtimer. Bei Musikwerken (meist aus der Popmusik) wird vom Anglizismus Oldie gesprochen. Während Oldtimer ihre Bezeichnung nur dem Umstand verdanken, dass sie vor vielen Jahren hergestellt wurden, aus der Mode und Gebrauch kamen, aber die Zeit bis heute überdauert haben, kann ein Klassiker auch nagelneu sein. Er verdankt seine Existenz einer zeitlosen Grund- oder Detailidee, die seit ihrer Einführung immer wieder, möglicherweise sogar unverändert, aufgegriffen wurde, z. B. das klassische Kleidungsstück Zweireiher.
Allen als Oldtimer bezeichneten Gegenständen ist gemeinsam, dass sie ihre Zeit überlebt haben, sich oft aber in einem guten technischen und Pflegezustand befinden und manchmal immer noch funktionieren wie am ersten Tag. Ihr regelmäßiger Gebrauch im Alltag ist jedoch nicht mehr zeitgemäß oder teilweise sogar verboten, weil sich technische, ergonomische und Sicherheitsanforderungen geändert haben.
Ohne weitere Angaben meint der Begriff Oldtimer im Deutschen Kraftfahrzeuge mit Sammlerwert, die nicht mehr als reine Gebrauchsfahrzeuge dienen, sondern auch zu repräsentativen, spekulativen oder ideellen Zwecken. Oldtimer sind zumeist Sammlerstücke. Es muss sich nicht immer um ein gut erhaltenes oder restauriertes Fahrzeug handeln, auch unrestaurierte im Originalzustand belassene Autos und Motorräder gehören dazu.
Genaue Begriffsdefinition finden sich aber dazu selten, teilweise tauchen sie im Reglement des Oldtimer-Weltverbandes FIVA und des DMSB (Deutscher Motor Sport Bund) auf. Mitunter werden die vorgenannten Begriffe von Kfz-Versicherungen zur Unterscheidung von Tarifgruppen benutzt, allerdings uneinheitlich.

### Englischer Sprachraum
Das Wort Oldtimer ist ein Scheinanglizismus (englisch old-timer) und wird in der englischen Sprache als Bezeichnung für Veteranen, ältere Menschen und als Wortspiel für die Alzheimer-Krankheit verwendet. Für die deutsche Bedeutung von „Oldtimer“, die pauschal alle Autos mit Sammlerwert ab einem gewissen Alter meint, gibt es im Englischen keine gleichwertige Entsprechung. Es werden verschiedene vorangestellte Begriffe je nach Altersklassifizierung verwendet: classic, veteran, antique, Brass Era (deutsch „Messing-Ära“), pre-WWII (deutsch „Vorkriegsmodell“ – gemeint ist der Zweite Weltkrieg), post-war (deutsch „nach dem Krieg“) oder vintage, jeweils gefolgt von car, truck, motorcycle usw. Teilweise unterscheidet sich die Bedeutung der Begriffe je nach Land und Organisation, so kann etwa in den USA mit antique car etwas anderes gemeint sein als in Großbritannien.

### Schnauferl
Die Bezeichnung Schnauferl wird im österreichischen und bayrischen Dialekt für ein schwaches altes Auto oder Motorrad verwendet. Sie rührt vermutlich vom Geräusch des Schnüffelventils her, das bei frühen Viertaktmotoren als Einlassventil verwendet wurde. Das typische Geräusch gab unter anderem auch dem im Jahr 1900 gegründeten Allgemeinen Schnauferl-Club (ASC) seinen Namen, dem ältesten existierenden Oldtimer-Club in Deutschland.

### Veteran
Der Begriff Veteran wird teilweise synonym mit Oldtimer benutzt, teilweise bezeichnet er Fahrzeuge bis zum Baujahr 1918. Die heute im allgemeinen Sprachgebrauch nur noch selten benutzte Bezeichnung Veteran wurde bis in die 1960er- und 1970er-Jahre verwendet. Der 1959 in Neckarsulm gegründete VFV (Veteranen-Fahrzeug-Verband) bezieht sich in seinem Namen auf diesen Begriff. In der Schweiz ist „Veteran“ die offizielle Bezeichnung für ein historisches Fahrzeug.

### Youngtimer
Ältere Fahrzeuge, die noch keine Oldtimer sind, werden im deutschsprachigen Raum als Youngtimer bezeichnet. Das Wort „Youngtimer“ ist ein Scheinanglizismus, der im Englischen keine Bedeutung besitzt. Die vergleichbare englische Bezeichnung ist „modern classic“.

### Scheunenfunde

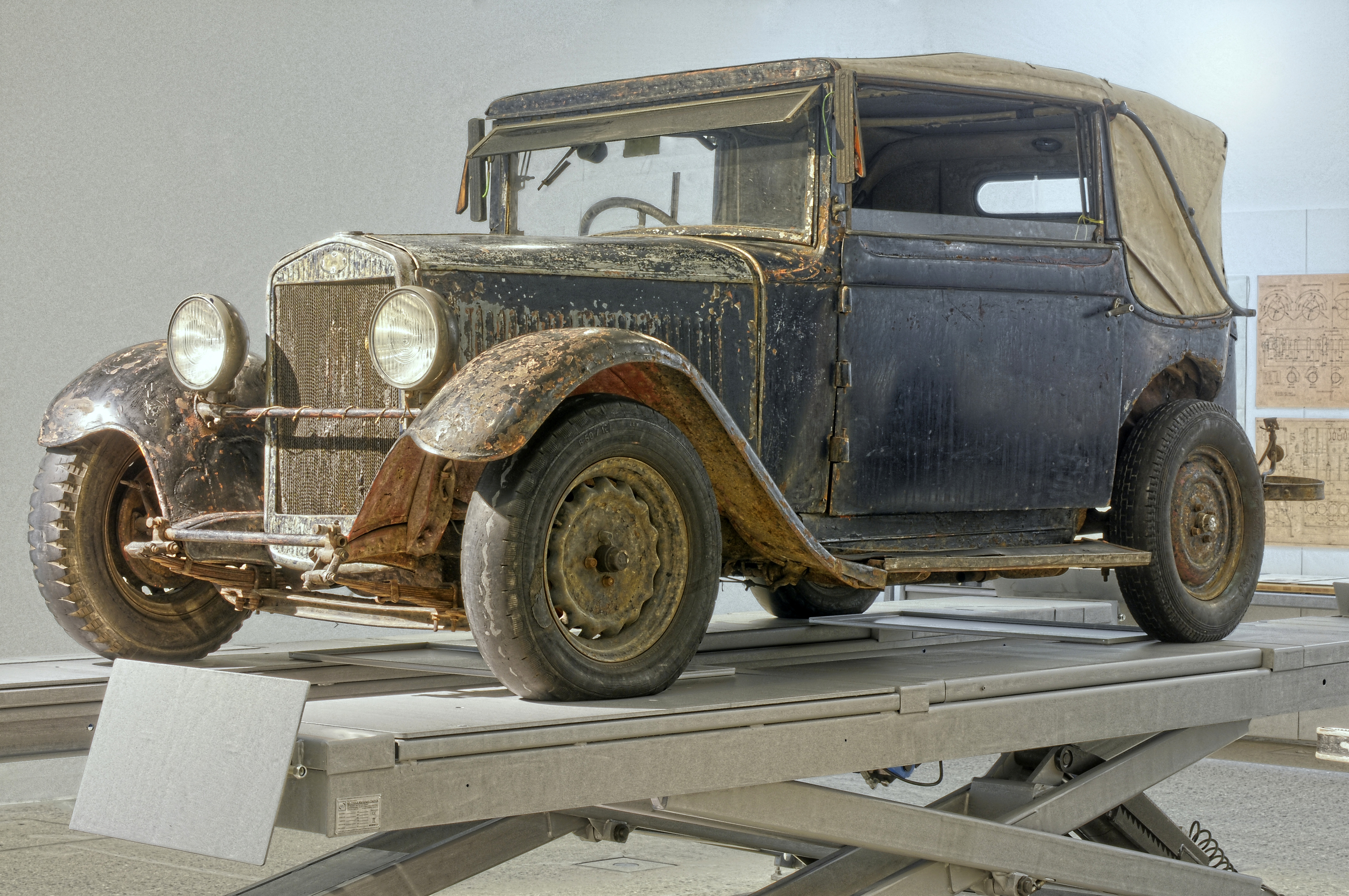
Škoda 422, ausgestellt als „Scheunenfund“ im Škoda Muzeum

Als Scheunenfund bezeichnet man landläufig ein altes Fahrzeug, das lange Zeit überdacht abgestellt und vergessen wurde. Oft handelt es sich bei Scheunenfunden um historische Alltagsfahrzeuge mit relativ geringer Laufleistung. Scheunenfunde sind meist nicht in einem fahrbaren Zustand.

## Rechtsfragen
Der Oldtimer ist auch ein Rechtsbegriff und besitzt in § 2 Nr. 22 FZV eine Legaldefinition. Danach handelt es sich um Fahrzeuge, die vor mindestens 30 Jahren erstmals in Verkehr gekommen sind, weitestgehend dem Originalzustand entsprechen, in einem guten Erhaltungszustand sind und zur Pflege des kraftfahrzeugtechnischen Kulturgutes dienen.

## Klassifizierungen

### Klassifizierung nach Ländern

#### Deutschland
Sollen Kraftfahrzeuge als Oldtimer eingestuft werden, verlangt § 23 StVZO seit März 2007 ein Gutachten. Nach der Legaldefinition des § 2 Nr. 22 Fahrzeug-Zulassungsverordnung sind Oldtimer „Fahrzeuge, die vor mindestens 30 Jahren erstmals in Verkehr gekommen sind, weitestgehend dem Originalzustand entsprechen, in einem guten Erhaltungszustand sind und zur Pflege des kraftfahrzeugtechnischen Kulturgutes dienen.“ Damit ist der Begriff des Oldtimers erstmals gesetzlich und einheitlich definiert. Maßgeblich ist dabei der Tag der Erstzulassung, nicht das Baujahr. Sowohl für das „H-Kennzeichen“ als auch das rote „07-Oldtimer-Kennzeichen“ ist nunmehr ein Mindestalter der Oldtimer von 30 Jahren vorgeschrieben. Fahrzeuge, die bereits nach altem Recht mit „07-Kennzeichen“ zugelassen waren, genießen umfassenden Bestandsschutz; dies gilt unabhängig davon, ob dieses Kennzeichen befristet oder unbefristet erteilt wurde. Mit der neuen Regelung lief auch die bis dahin gültige rechtliche Anerkennung der Youngtimer aus.
Die Versicherungsanforderungen alter Motorfahrzeuge unterscheiden sich von denen im Alltag verwendeter Kfz, für welche die allgemeinen Services und TÜV/Plaketten-Überprüfungen ausreichen sollten, und die Technik entwickelt sich stets weiter (Sicherheit, Verbrauch, Abgas u. ä.). Einer entsprechenden Nachrüstung von Oldtimern stehen – von Fall zu Fall unterschiedlich – grundsätzlich zwei Arten von Hürden entgegen: Nostalgie bzw. Originalitätsanspruch sowie Grenzen der Machbarkeit (abgesehen von Kosten). Andere Wirkungen und Risiken machen andere Regeln nötig, u. a. bezüglich der jährlich zulässigen Gesamtstrecke.

##### Sammler-07-Wechselkennzeichen
Seit dem 1. März 2007 kann ein 07-Wechselkennzeichen erteilt werden, das für mehrere mindestens 30 Jahre alte Fahrzeuge nutzbar ist. Die 07er-Nummer (z. B. ORT 07123) ist an der roten Farbe erkennbar, ähnlich dem 06er Händler-Kennzeichen (z. B. ORT 06123). Zur roten 07er-Nummer gehört jeweils ein rotes Heftchen (in den Bundesländern verschieden), in welches die Fahrzeuge eingetragen werden. Die Steuer beträgt z. Zt. pauschal pro Jahr für Motorräder 46,02 Euro und für alle anderen Kfz 191,73 Euro.
Die Definition dazu in der 49. Ausnahmeverordnung zur StVZO: Gestattet sind Probefahrten, Prüfungsfahrten durch Kfz-Sachverständige, Überführungsfahrten, Fahrten zur Wartung und Reparatur sowie An- und Abfahrten zu sowie die Teilnahme selbst an Veranstaltungen, die der Darstellung von Oldtimerfahrzeugen und der Pflege des kraftfahrzeugtechnischen Kulturguts dienen. Dies ändert sich auch nach der neuen FZV nicht.
Vor dem 28. Februar 2007 galt die Grenze 20 Jahre. Vor diesem Datum bereits unbefristet bewilligte 07er-Schilder bleiben weiterhin gültig. Für befristet mit 07er-Status zugelassene Fahrzeuge galt, dass einige, die jünger als 30 Jahre sind, den 07er-Status verlieren, andere nicht. Einige Bundesländer hatten bereits unabhängig von einer Befristung des Kennzeichens Bestandsschutz der Zulassung für bis zu dem Stichtag eingetragenen Fahrzeuge unter 30 Jahren garantiert. Seit dem 28. Februar 2017 haben alle betroffenen Fahrzeuge mindestens ein Alter von 30 Jahren erreicht, was die Übergangsregelung obsolet macht.
Das Kennzeichenpaar wird jeweils vom einen zum anderen Fahrzeug gewechselt, sodass zum selben Zeitpunkt nur eines im Verkehr sein kann. Nicht zulässig ist der normale Alltagsgebrauch von Fahrzeugen mit 07er Wechselkennzeichen. Sie dürfen wiederum ohne Umweltplakette in alle Umweltzonen einfahren. 

In manchen Städten und Kreisen ist das 07-Kennzeichen schwierig zu erhalten, was mit Bedenken bezüglich eines möglichen Missbrauchs gerechtfertigt wird.
Voraussetzungen für den Erwerb dieses Kennzeichens:
1. Das Kfz sollte nach der Intention des Gesetzgebers 30 Jahre alt sein, im Ausnahmefall (Raritätenstatus mit Gutachten) auch jünger; in seltenen Einzelfällen bei sehr hohen Stückzahlen der Baureihe auch älter als 30 Jahre.
2. Es muss vorübergehend stillgelegt sein (und entfällt deshalb auch nach zwölf Monaten automatisch in den nachfolgenden Statistiken des KBA Flensburg). Diese Stilllegung ist obligatorisch, um eine verdeckte Doppelanmeldung zu verhindern.
3. In einigen Erteilungsfällen musste – ungesetzlicherweise – ein ganzjährig angemeldetes Alltagsfahrzeug nachgewiesen werden. Bei Betrieb mit Saisonkennzeichen sollen sich dann zwei oder mehr Alltagsfahrzeuge in ihren Zulassungsintervallen auf zwölf Monate ergänzen.
4. Einzelne Zulassungsstellen missverstehen den Wechsel des Kennzeichens als Einstiegshürde und machen das Vorhandensein mindestens zweier Oldtimer zur Bedingung – ebenfalls ohne Rechtsgrundlage. Auf der anderen Seite können mit 07er-Schildern bis zu zehn, auf Sonderantrag beim zuständigen Regierungspräsidenten auch bis zu 20 Oldtimer im Wechsel bewegt werden.
5. Das Kennzeichen selbst – nicht die Fahrzeuge – bedarf eines speziellen Versicherungsschutzes für Old- oder Youngtimer. Manche Versicherungen verlangen Fotos von allen Seiten des Fahrzeugs, die einen sammlungswürdigen Zustand oder zumindest eine Seltenheit des Fahrzeuges belegen.
6. Polizeiliches Führungszeugnis ist in manchen Landkreisen vorzulegen.

Die Zulassungsstelle berechnet – Stand 2006 – eine Gebühr von 96 Euro plus 28 Euro für die Kennzeichen plus 191,73 Euro pauschale Jahressteuer bei Pkw, 46,02 Euro bei Krädern u. ä. Hinzu kommen die Kosten für die Haftpflichtversicherung je nach Anbieter und Fahrzeugen.

##### Oldtimer-H-Kennzeichen

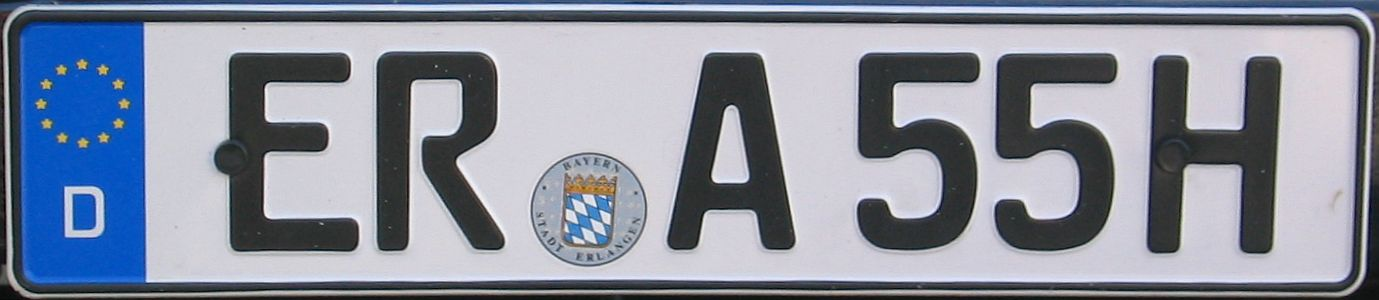
Beispiel für ein H-Kennzeichen

Die Zulassung als historisches Fahrzeug, erkennbar am H am Ende des Kfz-Kennzeichens (Formalbeispiel ORT DE 12H), ist bei Kraftfahrzeugen möglich, deren Erstzulassung mindestens 30 Jahre zurückliegt und die eine Untersuchung bestehen, die den originalen bzw. zeitgenössischen und erhaltenswerten Zustand des Fahrzeugs bestätigt. Veränderungen (Leistungssteigerung, Fahrwerksumbauten) sind nur zulässig, wenn sie zeitgenössisch sind, wobei die Prüfer einen großen Ermessensspielraum haben. Mitunter genügt ein neuzeitliches Radio, um die Prüfung nicht zu bestehen. Grundsätzlich zulässig sind Maßnahmen zur Verringerung der Schadstoffemissionen, also insbesondere ein nachträglich eingebauter Katalysator.
Üblicherweise werden die Kennzeichen als Euro-Kennzeichen herausgegeben, auch wenn das Fahrzeug vorher ein DIN-Kennzeichen trug. In Bremen und Hessen galt nach 2010 eine Ausnahmeverordnung, nach der gegen eine zusätzliche Gebühr von 100 Euro anstatt EU-„H-Kennzeichen“ auch DIN-Kennzeichen mit dem H-Zusatz vergeben werden konnten; die Möglichkeit wurde wieder abgeschafft, da sie gegen Bundesrecht verstieß.
Alle Fahrzeuge mit Ottomotor, die vor dem 1. Juli 1969 erstzugelassen wurden, sind von der Untersuchung des Motormanagements und Abgasreinigungssystems befreit, ebenso alle Fahrzeuge mit Dieselmotor mit Erstzulassung vor dem 1. Januar 1977. Alle Fahrzeuge mit H-Kennzeichen dürfen ohne Plakette in sämtliche Umweltzonen in Deutschland einfahren.
Die Zulassung als historisches Fahrzeug bedeutet eine pauschale Kfz-Steuer (2021: 191,73 Euro im Jahr), die nicht vom Hubraum des Motors und der Schadstoffklasse abhängt. Besonders bei kleinen Fahrzeugen kann diese allerdings höher sein als die Besteuerung bei gewöhnlicher Zulassung.
Auf die Versicherungskosten hat das H-Kennzeichen keinen direkten Einfluss. Viele Versicherungen bieten jedoch erhebliche Nachlässe für Kraftfahrzeuge, die mindestens 20 Jahre alt sind. Bedingung für eine solche Versicherung ist, dass das Fahrzeug nicht im Alltag bewegt wird. Meistens muss auch ein Nachweis erbracht werden, dass ein Alltagsfahrzeug vorhanden ist.

##### Bestand an ausgewählten Oldtimern
Aufgeführt ist die Anzahl der in Deutschland angemeldeten Personenkraftwagen von ausgewählten Oldtimer-Modellreihen zum 1. Januar des jeweiligen Jahres laut Kraftfahrt-Bundesamt, unabhängig von ihrem Alter oder dem Führen des H-Kennzeichens.
| Modellreihe                                  | 2008   | 2009   | 2010   | 2011   | 2012   | 2013   | 2014   | 2021   |
| -------------------------------------------- | ------ | ------ | ------ | ------ | ------ | ------ | ------ | ------ |
| Volkswagen Käfer                             | 54.226 | 53.227 | 51.800 | 51.241 |        | 50.106 |        | 34.788 |
| Sachsenring Trabant                          | 38.912 | 37.124 | 34.846 | 33.726 | 32.997 | 32.485 | 32.311 | 28.297 |
| Mercedes-Benz /8                             | 14.881 | 14.950 | 14.732 | 14.588 |        |        |        |        |
| Citroën 2CV                                  | 14.063 | 13.613 | 13.120 | 12.874 |        | 12.646 |        |        |
| Automobilwerk Eisenach Wartburg              | 8.727  | 8.222  | 7.769  | 7.485  | 7.349  | 7.195  | 7.134  |        |
| Mercedes-Benz W 110/W 111/W 112 (Heckflosse) | 5.843  | 5.896  | 5.831  | 5.794  |        |        |        |        |
| Opel Manta                                   | 3.942  | 3.889  | 3.871  | 3.836  |        | 3.787  |        |        |
| BMW 02                                       | 3.743  | 3.775  | 3.724  | 3.758  |        |        |        |        |
| Fiat Nuova 500                               | 3.340  | 3.438  | 3.476  | 3.528  |        |        |        |        |
| Ford Capri                                   | 2.685  | 2.650  | 2.523  | 2.514  |        | 2.584  |        |        |
| Renault 4                                    | 3.274  | 2.575  | 2.300  | 2.211  |        | 2.108  |        |        |

#### Österreich

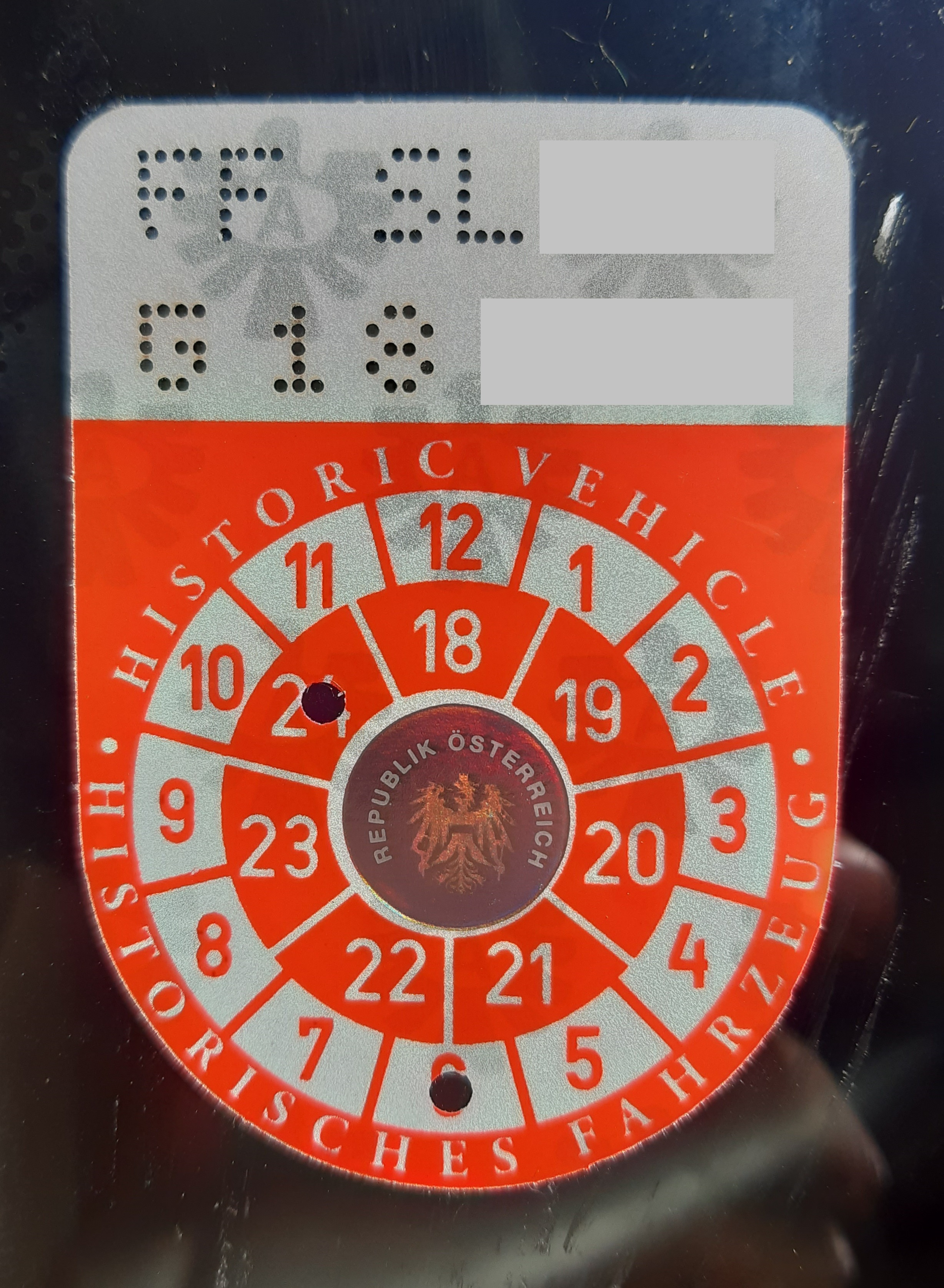
Rote Begutachtungsplakette – Historisches Fahrzeug

In Gesetzestexten spricht man in Österreich von Historischen Fahrzeugen. Historisch ist laut Kraftfahrzeugsgesetz § 2 Abs. 1 Z. 43 ein erhaltungswürdiges, nicht zur ständigen Verwendung bestimmtes Fahrzeug in akzeptablem Erhaltungszustand
a) mit Baujahr 1955 oder davor, oder
b) das älter als 30 Jahre und in die vom Bundesminister für Wissenschaft und Verkehr approbierte Liste der historischen Fahrzeuge eingetragen ist. (§ 131b).
Spielraum: in Zweifelsfällen entscheidet der Minister, zur Entscheidungshilfe gibt ein ehrenamtlicher Expertenbeirat Empfehlungen: generell, etwa für die oben erwähnte Fahrzeugliste (der Firma Eurotax), sowie zu Einzelanträgen, wie für nicht aufgelistete Modelle oder besondere Ausstattung. Erhaltungswürdig ist Originalität: dazu müssen sich die Hauptbaugruppen im Originalzustand befinden. Zubehör oder Ersatzteile dürfen bis 10 Jahre nach Erzeugung des Kfz im Handel angeboten worden und müssen handelsüblich oder werksnahe sein, dürfen den Originaleindruck nicht beeinträchtigen und sind nachweispflichtig (Literatur, Prospekte, Fotos o. Ä.). Ein innerhalb dieser Grenzen veränderter Grundcharakter des Fahrzeugs und seiner technischen Konstruktionsmerkmale führt entsprechend dem Baujahr des betreffenden Teils zu einer Neueinstufung (bezüglich entsprechend jüngerer, also strengerer einzuhaltender Bedingungen: Sicherheit, Abgas usw.).
Gebrauch (…) Historische Kraftwagen dürfen nur an 120 Tagen pro Jahr verwendet werden, historische Krafträder nur an 60 Tagen pro Jahr. Über diese Verwendung sind fahrtenbuchartige Aufzeichnungen zu führen und der Behörde auf Verlangen vorzulegen. Nachweis ist möglich 1) über einen speziellen Versicherungsvertrag sowie Hinterlegung der Kennzeichen bei der Behörde (kostengünstigste Methode), 2) über Fahrtenschreiber oder Kontrollgerät, 3) über ein bei einem Veteranenclub registriertes Fahrtenbuch. (Das ist stets mitzuführen; ausführlicher Eintrag vorab, genaue Daten unmittelbar nach der Fahrt; Organisationen: 4 Veteranenclubs sowie die 2 größten Autofahrerclubs.)
Weiters u. a. zu beachten: EU-konforme Lärmgrenze von 89 dB(A), sofern kein strengeres Kriterium gilt, und Begutachtung alle zwei Jahre.

#### Schweiz

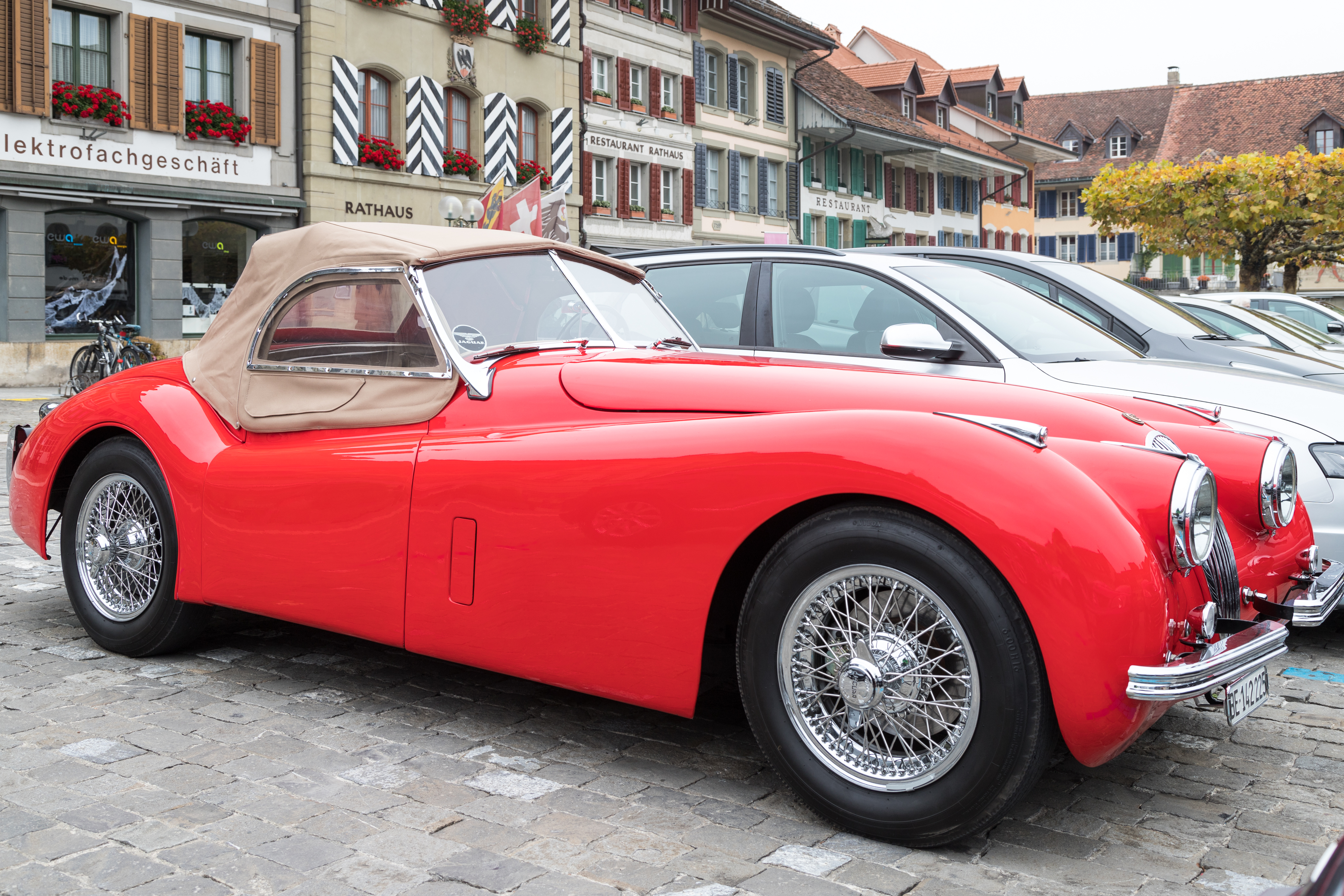
Oldtimer (Jaguar XK 120) in der Schweiz

In der Schweiz gelten Automobile je nach Kanton ab 25 oder 30 Jahren als Veteranen. Ein Fahrzeug erhält jedoch nicht automatisch den Veteranenstatus. Damit ein Oldtimer als Veteran eingetragen wird, muss er sich bei der Motorfahrzeugkontrolle in besonders gutem Zustand präsentieren und absolut original sein. Genaue Richtlinien in puncto Zustand gibt es indes nicht, es gilt offiziell das Kriterium „erhaltenswert“. Konkret bedeutet dies, dass der Prüfungsexperte das Fahrzeug nur als Veteran akzeptiert, wenn beispielsweise Schweißarbeiten an der Karosserie in sehr hoher Qualität durchgeführt wurden oder wenn sämtliche Gummiteile ersetzt worden sind, die auch nur ansatzweise Verschleiß aufweisen. Je nach Kanton und Experte liegt die Hürde höher oder tiefer. Unter einer steuerlich begünstigten Veteranenzulassung können je nach Kanton bis zu fünf oder zehn Fahrzeuge eingetragen sein, der Fahrer darf jedoch nicht mehr als 3000 km pro Jahr mit einem solchen Fahrzeug zurücklegen. Veteranenfahrzeuge, die diese Bedingungen erfüllen, müssen nur alle sechs Jahre im Verkehrsprüfzentrum (Straßenverkehrsamt) zur Fahrzeugkontrolle (ansonsten alle zwei Jahre). Fahrer von Veteranen sind nur dann dazu verpflichtet, Sicherheitsgurte anzulegen, wenn ihre Fahrzeuge nach Mai 1972 (Einführung der Gurtpflicht) in Verkehr gesetzt wurden. Sind jedoch Gurte montiert, müssen diese auch angelegt werden.

#### Italien
In Italien gelten Automobile ab 20 Jahren als Veteranen (sogenannte: Auto d’epoca oder Auto di interesse storico e collezionistico).

#### Niederlande

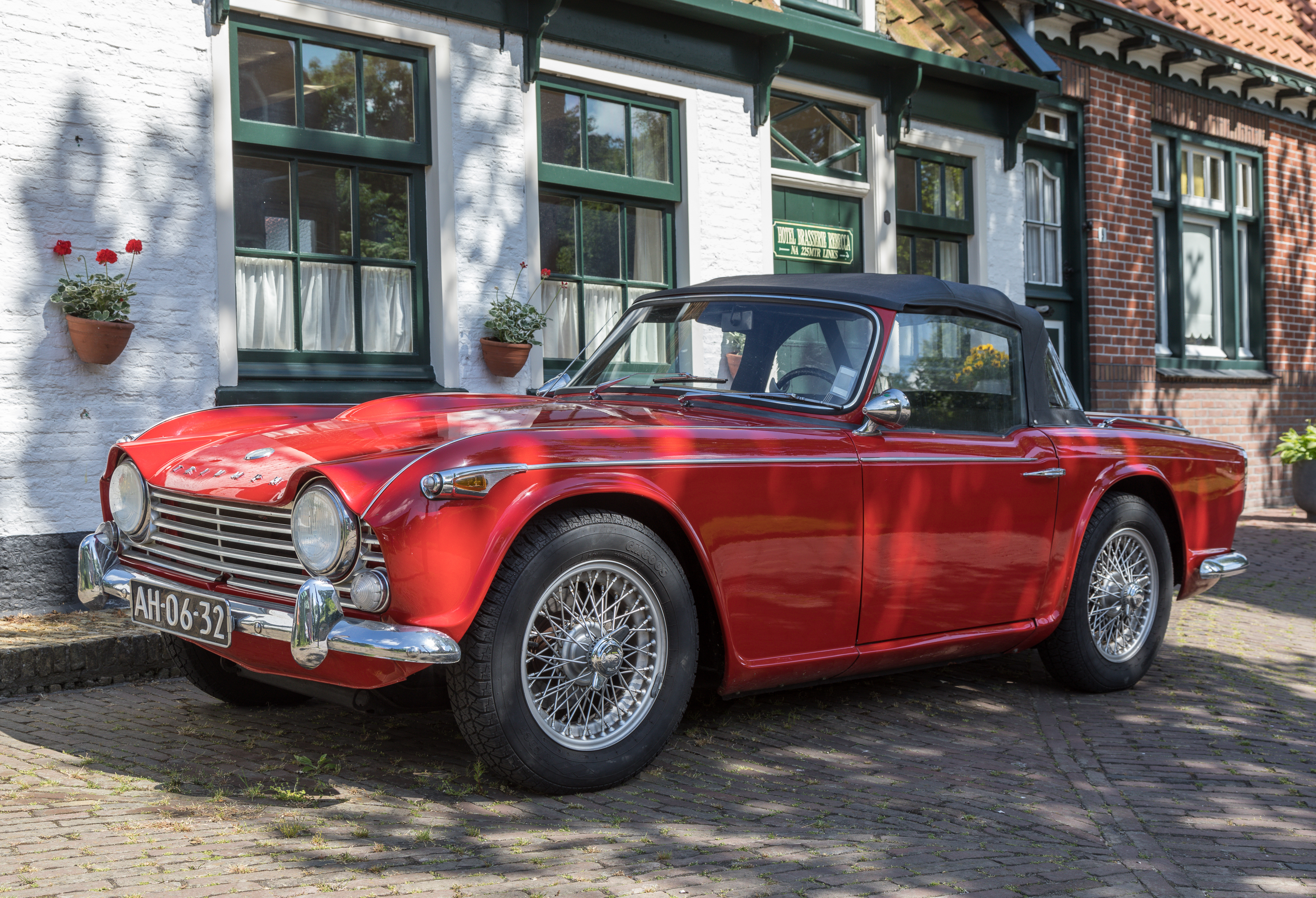
Triumph Oldtimer in Noord-Holland

In den Niederlanden galt bis 2010 eine einfache Regelung, dass als Oldtimer ein Auto zählt, das 25 Jahre und älter ist, und in der Folge – ohne eine spezielle Prüfung – von jeglicher Steuerzahlung und auch technischer spezieller Prüfung auf historisch korrekten Zustand befreit war; ein „Oldtimer“ war dort schlicht ein Auto per Alter von mindestens 25 Jahren gemäß Erstzulassung. Lediglich die normale „Technische Kontrolle“, Sicherheit der Bremsen etc. ist zur Teilnahme am Straßenverkehr obligat. Der Staat verzichtet schlicht auf den Steuereinzug. Es ist in den Niederlanden keinerlei Prüfung auf den „historisch korrekten“ Stand wie in Deutschland mit der Abnahme zum H-Kennzeichen notwendig. Es gibt auch keine Gebrauchseinschränkungen; die Niederländer können ihr älter gewordenes Auto schlicht weiterfahren. Es gibt keine anderen Kennzeichen für Oldtimer. Lediglich die Steuerzahlung entfällt.
Seit dem  1. Januar 2014 gelten jedoch neue steuerliche Regelungen für Oldtimer in den Niederlanden. So gilt zukünftig ein Fahrzeug erst ab dem Alter von 40 Jahren als Oldtimer. Für Ottomotor-PKW mit einem Baujahr (nicht Modelljahr) vor dem 1. Januar 1988 gibt es eine Sonderregelung, bis diese PKW auch 40 Jahre alt sind: privat genutzte Ottomotor-Fahrzeuge (einschließlich Motorräder, LKW und Busse) mit Baujahr vor dem 1. Januar 1988 bis 40 Jahren Fahrzeugalter kosten mindestens ein Viertel des normalen Steuersatzes, maximal jedoch 120 Euro im Jahr und dürfen in den Monaten Januar, Februar, Dezember nicht bewegt oder im öffentlichen Verkehrsraum abgestellt werden. Fahrzeuge mit Gas(LPG)-Einbauten und Diesel-Fahrzeuge sind generell von der Regelung ausgeschlossen.

#### Namibia
In Namibia gelten Fahrzeuge, die älter als 25 Jahre sind, als Old Wheeler. Es gibt für solche Fahrzeuge jedoch keine rechtliche Sondereinstufung was z. B. Steuern angeht. Die Halter solcher Fahrzeuge sind im „Old Wheelers Club of Namibia“ organisiert. Im Detail werden folgende Unterscheidungen von Oldtimern vorgenommen:
- Fahrzeuge mit Herstellungsdatum vor dem 31. Dezember 1904: Ancestor Vehicles
- Fahrzeuge mit Herstellungsdatum zwischen Januar 1905 und 31. Dezember 1918: Veteran Vehicles
- Fahrzeuge mit Herstellungsdatum zwischen 1. Januar 1919 und 31. Dezember 1930: Vintage Vehicles
- Fahrzeuge mit Herstellungsdatum zwischen 1. Januar 1931 und 31. Dezember 1945: Post Vintage Vehicles
- Fahrzeuge mit Herstellungsdatum zwischen 1. Januar 1946 und 31. Dezember 1960: Post War Vehicles
- Fahrzeuge mit Herstellungsdatum zwischen 1. Januar 1961 und 31. Dezember 1970: Post 1960 Vehicles
- Fahrzeuge mit Herstellungsdatum nach dem 31. Dezember 1970, die mindestens 25 Jahre alt sind: Young Timer Vehicles[13]

### Klassifizierung nach Baujahr
Die international gebräuchliche Klassifizierung, wie sie etwa von FIA, FIVA und nationalen Automobilclubs wie dem AvD und dem ADAC verwendet wird, ist wie folgt eingeteilt:
- A. Klasse: Ancestor. vom Anbeginn bis 31. Dezember 1904.
- B. Klasse: Veteran. vom 1. Januar 1905 bis 31. Dezember 1918, auch Edwardians (GB) oder Kaiserzeit (D) genannt
- C. Klasse: Vintage. vom 1. Januar 1919 bis 31. Dezember 1930.
- D. Klasse: Post Vintage. vom 1. Januar 1931 bis 31. Dezember 1945.
- E. Klasse: Post War. vom 1. Januar 1946 bis 31. Dezember 1960.
- F. Klasse, Fahrzeuge der Baujahre vom 1. Januar 1961 bis 31. Dezember 1970.
- G. Klasse, Fahrzeuge vom 1. Januar 1971 bis zur Erreichung der 30-Jahres-Altersgrenze

Eine Klasse H existiert derzeit noch nicht, man spricht, wie etwa beim Int. Concours d’Elegance in Schwetzingen, von Klassikern der Zukunft – classics of the future.
Zusätzliche Bezeichnungen wie Edwardians, Kaiserzeit, und Youngtimer (Fahrzeuge mit einem Alter zwischen 20 und 30 Jahren) sind international nicht gebräuchlich und haben lediglich nationale Bedeutung. Das beweist die Entfernung des Begriffes Youngtimer aus der Klasse F des FIVA-Technical Codes, die ab 2010 unbenannt bleibt. Die ebenfalls häufig verwendeten Begriffe Vorkriegs- und Nachkriegs-Oldtimer sind in ihrer Definition unklar und werden nur im allgemeinen Sprachgebrauch verwendet. Gemeint ist dabei der Zweite Weltkrieg.

### Klassifizierung nach Zustand

#### Bewertungssystem
Zur Klassifizierung des optischen und technischen Zustandes und zur Wertermittlung von Oldtimern hat sich in der Szene das nachfolgende Notensystem etabliert. Es dient hauptsächlich zur finanziellen Werteinschätzung des Fahrzeugs beim Kauf oder Verkauf sowie als Kriterium bei Oldtimer-Versicherungen. Zur Verwendung der Tendenzen (+ oder −) siehe unter Abgrenzung der Zustandsnoten.
Zustandsnoten
- Note 1 (makelloser Zustand)

Keine Mängel, Beschädigungen oder Gebrauchsspuren an Technik und Optik. Komplett und perfekt restauriertes Spitzenfahrzeug. Wie neu (oder besser). Sehr selten.
- Note 2 (guter Zustand)

Mängelfrei, aber mit leichten (!) Gebrauchsspuren. Entweder seltener, guter unrestaurierter Originalzustand oder fachgerecht restauriert. Technisch und optisch einwandfrei mit leichten Gebrauchsspuren.
- Note 3 (gebrauchter Zustand)

Ohne größere technische oder optische Mängel, voll fahrbereit und verkehrssicher. Keine Durchrostungen. Keine sofortigen Arbeiten notwendig.
- Note 4 (verbrauchter Zustand)

Nur eingeschränkt fahrbereit. Sofortige Arbeiten zur erforderlichen Abnahme gemäß § 29 StVZO sind notwendig. Leichte bis mittlere Durchrostungen. In den einzelnen Baugruppen komplett, aber nicht zwingend unbeschädigt.
- Note 5 (restaurierungsbedürftiger Zustand)

Mangelhafter, nicht fahrbereiter Gesamtzustand. Umfangreiche Arbeiten in allen Baugruppen erforderlich. Nicht zwingend komplett.

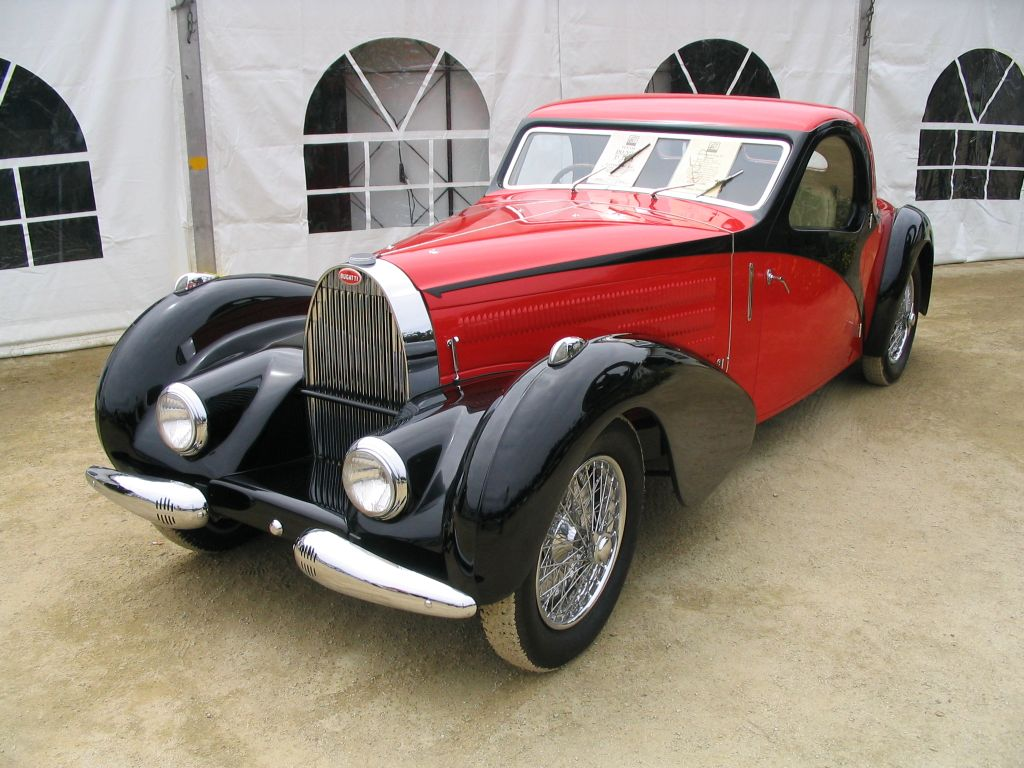
Note 1: Bugatti Type 57 Atalante von 1936
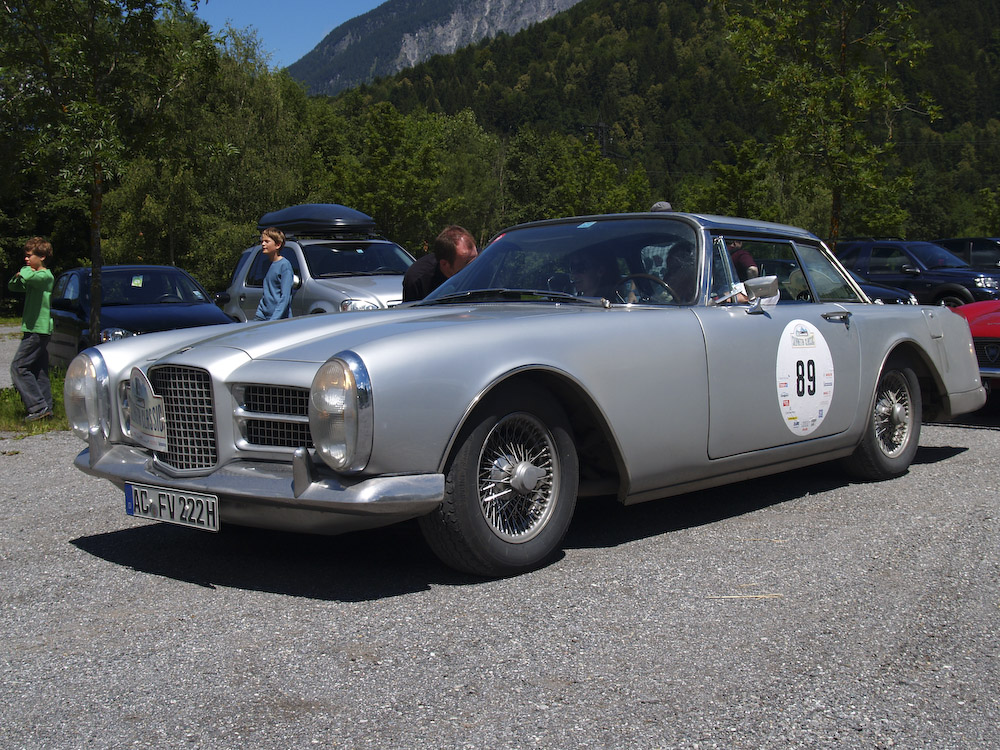
Note 2: Facel Vega von 1963
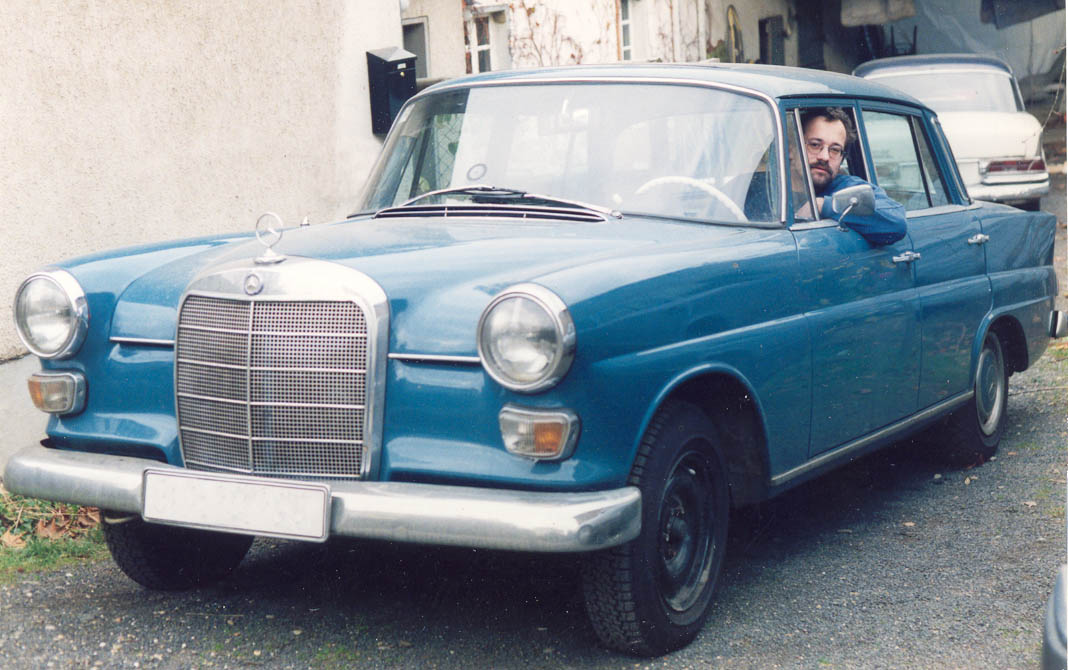
Note 3: Mercedes-Benz W 110
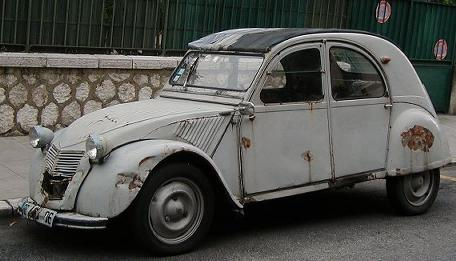
Note 4: Citroën 2CV von 1960
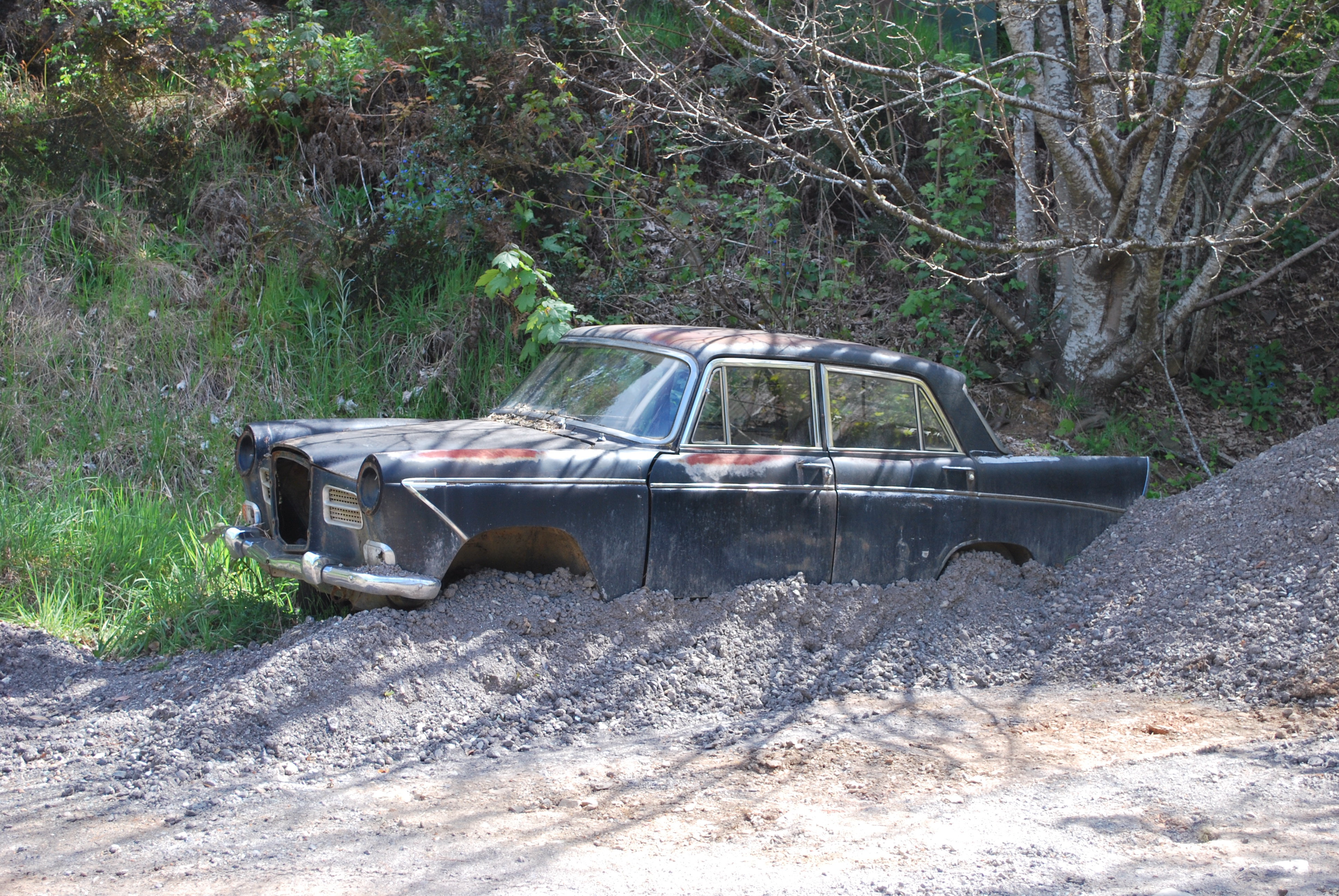
Note 5: Nicht fahrbereit

Notensystem anhand praktischer Beispiele
- Note 1

Auf Englisch oftmals „Body Off Restoration“ genannt: Die Karosserie ist hierzu vom Fahrwerk getrennt gewesen, alle Achsen herausgenommen worden (letztlich ist jede Verschraubung usw. gelöst gewesen und jedes Einzelteil inspiziert und überholt worden). Der Wagen ist wie neu oder sogar besser, denn eine sehr sorgfältige Restaurierung kann den ursprünglichen Werks-Auslieferungszustand hinsichtlich Verarbeitungsqualität und Rostschutz übertreffen. Dazu gehören auch „Matching Numbers“, d. h. der Nachweis, dass ein bestimmtes Fahrzeug mit genau demselben Motor und dem Getriebe vom Band lief, mit dem er jetzt ausgerüstet ist. Soweit nachvollziehbar, gilt dies auch für alle übrigen Teile (etwa beim Porsche 356 oder Aston Martin lässt sich eine solche Aussage für weitere Teile treffen). Außerdem müssen sowohl die Lackfarbe als auch die Farbe der Innenausstattung der Originalfarbe entsprechen.
- Note 2

Zustand, wie ihn ein komplett restaurierter Wagen nach ca. drei Jahren pfleglichem Gebrauch hat. Zulässig sind Gebrauchsspuren in Form von ausgebesserten Steinschlägen, Putzspuren im Lack, Spuren an der Pedalerie. Auch den Zustand zwei erreicht man nach einer aufwendigen Restaurierung, wobei an die Ausführungsqualität und die Originaltreue hohe Anforderungen zu stellen sind. Verbesserungen, z. B. ein Getriebe aus einem anderen Modell oder etwa ein anderer Vergaser bei VW-Boxermotoren, sind grundsätzlich zulässig, müssen aber zeitgenössisch und rückbaubar sein. Auf keinen Fall darf ein „Zustand 2“-Wagen Rost aufweisen, gleich in welchem Umfang oder ob er noch unsichtbar ist.
- Note 3

Zustand, wie ihn ein total restaurierter Wagen nach ca. zehn Jahren pfleglichem Gebrauch hat. Die meisten Oldtimer entsprechen dieser Zustandsnote. Der augenfälligste Unterschied zur Note 2 besteht darin, dass Fahrzeuge im Zustand 3 Rost aufweisen dürfen (jedoch nicht an tragenden Teilen). Der Motor sollte in Typ und Leistung (nicht im Baujahr) dem Motor des Originalfahrzeugs entsprechen.
- Note 4

Ein „Zustand 4“-Wagen ist fahrbereit, weist aber erhebliche Mängel und deutlichen Verschleiß auf, wie etwa strukturelle Rostschäden, eine verschlissene Innenausstattung oder einen überholungsbedürftigen Motor. Das Fahrzeug ist aber in allen Teilen vollständig (wenn auch nicht immer original) und nicht zerlegt. Die nächste Hauptuntersuchung ist nur mit erheblichem Reparaturaufwand zu bestehen. Für den Wert eines solchen Wagens ist entscheidend, ob sich der Wagen „auf dem Weg der Besserung“ oder auf dem „absteigenden Ast“ befindet. Zur erstgenannten Kategorie gehört ein Fahrzeug, dessen Restaurierung bereits begonnen hat. Letzterer Gruppe gehören Fahrzeuge an, die über die Jahre stetig abgenutzt wurden und auf diesem Weg in den Zustand 4 geraten sind.
- Note 5

Fahrzeuge im Zustand 5 sind nicht fahrbereit und nur mit sehr hohem Aufwand restaurierbar. Sie sind häufig seit mehreren Jahren stillgelegt und nicht in allen Teilen vollständig. In der Regel werden diese Fahrzeuge als sogenannte Teileträger gehandelt (bzw. mit der Angabe „zum Ausschlachten“). Hier hängt der Wert des Wagens maßgeblich von zwei Faktoren ab, nämlich zum einen der Verfügbarkeit von Ersatzteilen und zum anderen dem Maß der Schäden an der Bodengruppe oder an der Karosserie. Fahrzeuge im Zustand 5 sind mehr wert, wenn die Versorgung mit Teilen noch gut ist. Dies ist insbesondere dann der Fall, wenn der Hersteller eine gute Ersatzteilversorgung auch für Oldtimer hat oder wenn eine Szene aus Liebhabern und Händlern eine funktionierende Ersatzteilversorgung sicherstellt, wie z. B. bei vielen englischen Fahrzeugen. Auf ähnlich hohem Niveau befindet sich allerdings auch die Ersatzteilversorgung durch BMW, Porsche und Mercedes-Benz für ihre alten Modelle. Meist hat dies allerdings dann auch einen der Qualität der Ersatzteilversorgung entsprechenden Preis zur Folge.
- Sondernote „unrestauriertes Original“

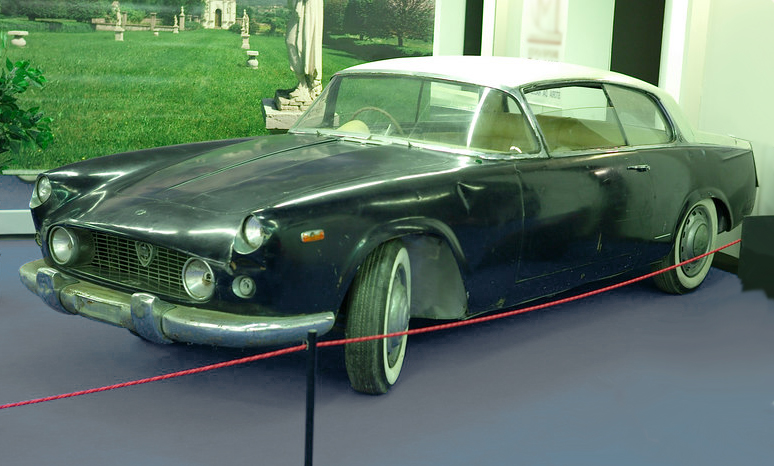
Unrestauriertes Exemplar im Fundzustand: die Studie Lancia Florida

Seit einiger Zeit setzt sich die Ansicht immer mehr durch, dass ein Fahrzeug, das über „Patina“ verfügt und dessen Erscheinung gleichsam von einer anderen Zeit berichtet, einen höheren Wert genießen soll. Ein Fahrzeug, der Zeitzeuge ist und eine Geschichte erzählen kann, wird dann als „unrestauriertes Original“ bezeichnet. Obwohl, schon der Abnutzung wegen, nach den vorgenannten Kriterien allenfalls eine Note von 3 oder 4 in Betracht kommt, erreichen solche Fahrzeuge oft den Wert eines Fahrzeugs mit Zustand 2. Dies ist insbesondere bei Fahrzeugen der Fall, die es zu einer gewissen Berühmtheit gebracht haben, z. B. durch Fernsehauftritte, Rennsiege oder Rekordfahrten.
Diese Frage wird in den Clubs oftmals kontrovers diskutiert, weil sich von einem behauptet wertvollen, unrestaurierten Fahrzeug die Besitzer von Fahrzeug, die aufwendig mit hohen Kosten und viel Zeiteinsatz restauriert wurden, provoziert fühlen: wie könne es sein, dass ein Fahrzeug mit schlechter, alt gewordener Lackierung wertvoller sei als ein neu lackiertes Fahrzeug? Das Argument ist: Einen neuen Lack kann man beliebig jederzeit kaufen, nicht jedoch den originalen, zeitlich passenden Neulack zum Produktionszeitpunkt: Der ist unersetzlich.
Dass diese Ansicht überhaupt aufkommen und sich durchsetzen konnte, dürfte in dem besseren Korrosionsschutz der Hersteller seit etwa den 1980er-Jahren begründet sein: Bei Baujahren etwa seit dieser Zeit ist die Wahrscheinlichkeit höher, dass ein Wagen mit „Patina“ noch keine schweren Korrosionsschäden hat und somit sowohl Gebrauchstüchtigkeit als auch Restaurierungsfähigkeit leichter gegeben sind.
Heute werden unrestaurierte Fahrzeuge nach den sog. A-Kriterien bewertet, die den Grad an originaler Substanz dokumentieren. Tatsächlich kosten besonders originale Fahrzeuge heute bis zum 3-fachen des Zustandes 1. Dieser Trend lässt sich speziell in Amerika beobachten, wo originale Fahrzeuge öffentlich versteigert werden und die Nachfrage hoch ist. Im Zuge der Erstellung der „Charta von Turin“, die eine Anleitung für den Umgang und die Bewahrung des technischen Kulturgutes sein soll, werden diese Fahrzeuge als Kunstwerke und unwiederbringliche Zeitzeugen klassifiziert.

#### Abgrenzung der Zustandsnoten
Die Zustandsnoten, die ein Verkäufer angibt, entsprechen in ihrer übergroßen Mehrzahl nicht dem tatsächlichen Zustand. Insbesondere bleibt festzustellen, dass die „Tendenzen“ (z. B. 2 minus) in Zustandsangaben oft eine Erfindung des Verkäufers sind und benutzt werden, um den Ausgangspunkt für Verhandlungen festzulegen, also eine Diskussion, dass ein Fahrzeug im behaupteten Zustand „Zwei minus“ in Wahrheit nur im Zustand drei oder vier ist, gar nicht erst zulassen zu wollen. Innerhalb der Zustandsnoten gibt es dann für die Preise Handelsspannen, die nach oben oder unten ausgenutzt werden können.
Die Note 1 wird in aller Regel nicht offen gehandelt, wenn, dann selten nur unter Insidern und Clubmitgliedern, da die Kosten, die erforderlich sind, um einen Wagen auf Zustand eins zu halten oder ihn gar wieder in Zustand eins zu versetzen, extrem hoch sind. Ein Einser-Besitzer wird in aller Regel sein Auto lebenslang nicht mehr hergeben wollen, Erbfälle sind daher der Regelfall für einen Besitzerwechsel.
Obwohl einige Definitionen der Zustandsnote 2 mit denen des bundesdeutschen „H-Kennzeichens“ übereinstimmen, ist die Bewertung keineswegs deckungsgleich. Tatsächlich gibt es mehr Übereinstimmungen mit der Note 3: das frisch erhaltene H-Kennzeichen sichert einigermaßen einen Zustand 3 ab, ist jedoch durchaus kein Nachweis, ein Fahrzeug befinde sich im Zustand 2. Dies wird oftmals zwar der Fall sein, jedoch oftmals auch nicht, weil nicht alle Details original sind. Fehlkäufe angeblicher Zustand-Zwei-Fahrzeuge sind letztlich oft die teuersten Käufe, wenn sich dann herausstellt, dass etliche Merkmale zur Originalität nicht gegeben sind. Daher ist immer eine kundige Begleitung beim Kauf anzuraten, wenn eigene Kompetenz beim Käufer fehlt. Experten sind in den Markenclubs zu finden, oftmals mit höherem speziellen Wissensstand als die mit breiter Basis arbeitenden Kraftfahrzeug-Sachverständigen und Gutachter.
Obwohl sich Zustände nur auf das Gesamtfahrzeug beziehen (also nicht „im wesentlichen Zustand 2“ oder „Karosserie Zustand 3“), ist der Wert eines Oldtimers von vielen wertbildenden Faktoren abhängig. Wenn etwa eine Baugruppe oder ein Merkmal deutlich vom Gesamtzustand abweicht (Zustand-3-Oldtimer mit Motorschaden oder mit neuem Motor), müssen Mehrwerte oder Reparaturkosten gesondert berücksichtigt werden, um einen realistischen Marktpreis zu erhalten. Die Wiederaufbau-Kosten sind dabei regelmäßig höher als der Marktwert. Aus diesem Grund gibt es etwa für „Zustand 1“-Autos keinen signifikanten Markt. Als Faustformel für den Wert eines Oldtimers gilt die „3-zu-1-Regel“, die besagt, dass man für drei Euro, die man in den Wagen investiert, bei einem Verkauf nur einen zurückerhält. Zudem bleibt der Wert der eigenen Arbeitskraft unberücksichtigt.

### Klassifizierung mittels FIVA-Fahrzeugpass
Der FIVA-Fahrzeugpass (FIVA Identity Card) wird von der FIVA für anerkannte historische Fahrzeuge nach einer Prüfung ausgegeben. In Deutschland ist die Nationale Vertretung der FIVA der ADAC. Der Pass hat eine Gültigkeit von zehn Jahren und dient der zweifelsfreien Identifizierung eines Fahrzeuges, um so den immer häufiger auftretenden Fälschungen von Fahrzeugen vor allem im Hochpreissegment entgegenzuwirken. Der FIVA-Pass trifft jedoch keine Aussage über die Originalität eines Fahrzeugs. Hierauf wird in einer Art Disclaimer auf der Rückseite des Dokumentes hingewiesen.
Die Einstufung nach Baujahren entspricht der o. g. Klassifizierung von A bis G.
Die Technische Klassifikation erfolgt über Fahrzeugklassen und Erhaltungsgruppen. Die am häufigsten auftretende Klassifizierung ist „A3“. „A1“ und „A2“ sind sehr selten.

#### Fahrzeugklassen
- A. Typ: Standard – serienübliche Ausstattung
- B. Typ: zeitgenössisch verändert – zu ihrer Zeit verändert
- X. Typ: Ausnahme – Veränderungen nach ihrer Zeit
- C. Typ: Nachbau – Nachbau eines historischen Fahrzeugs

#### Erhaltungsgruppen
- Gruppe 1: authentisch – komplett im Originalzustand
- Gruppe 2: original – lückenlose Historie, nie restauriert
- Gruppe 3: restauriert – restauriert, unerhebliche Abweichungen
- Gruppe 4: wiederaufgebaut – nahe an der Hersteller-Spezifikation wieder aufgebaut

## Szene

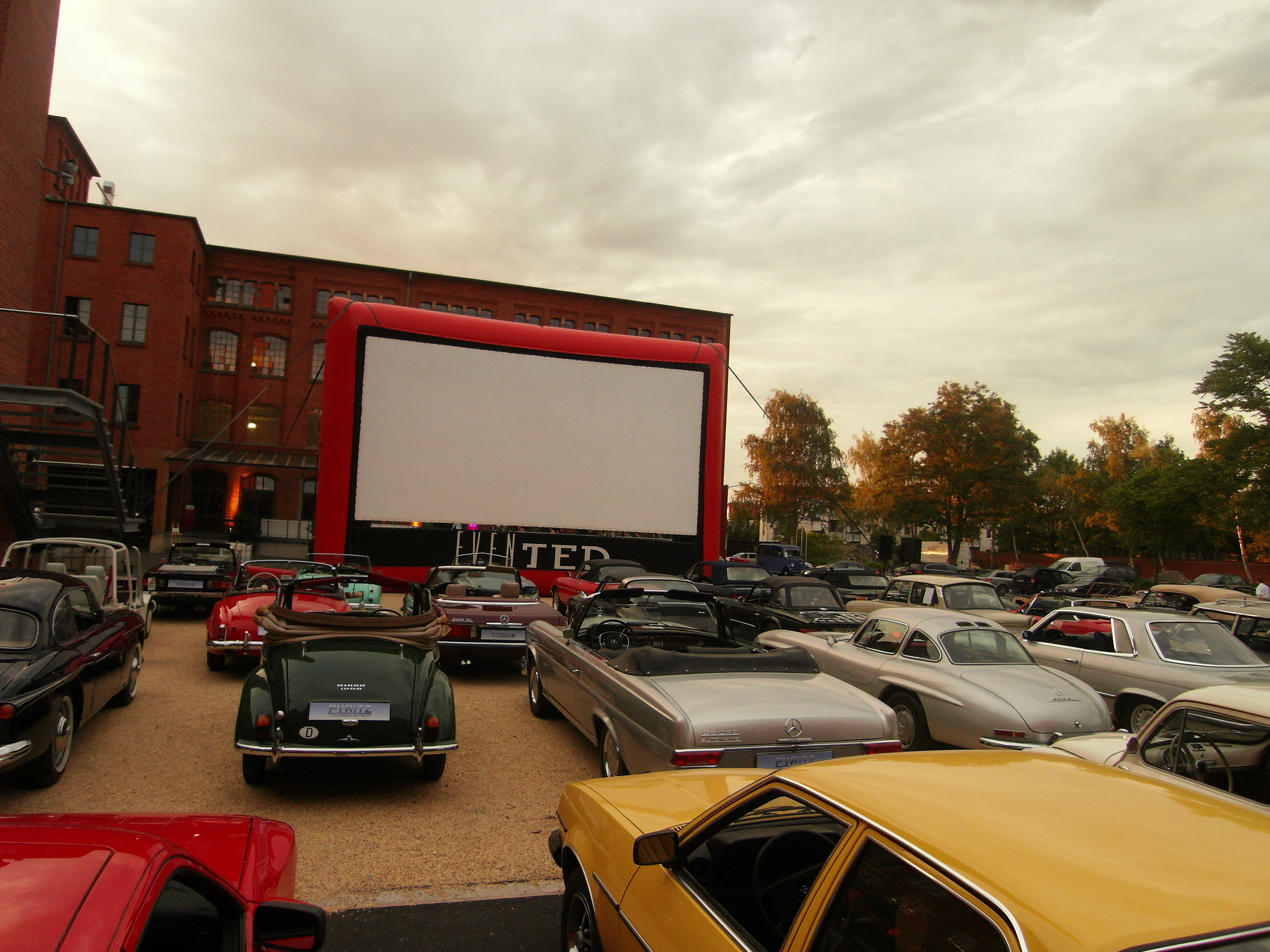
Autokino für Oldtimer in der „Klassikstadt“ Frankfurt.

### Geschichte
Eine Avantgarde der Oldtimerszene bildete sich bereits im frühen 20. Jahrhundert. In England steigerte der London to Brighton Veteran Car Run das öffentliche Interesse an der Extravaganz historischer Fahrzeuge. Von dort brachten Sammler ungewöhnliche Autos nach Deutschland. Die Besitzer schlossen sich Clubs an und werden inzwischen auf internationaler Ebene durch den FIVA repräsentiert. Die optische Attraktivität der Oldtimer in Verbindung mit allgemeiner Begeisterung für Technik und dem hohen Freizeitwert des Hobbys ließ schließlich eine breite Szene entstehen. Zum Erhalt der Originalität der Fahrzeuge hat sich ein geschäftliches Umfeld entwickelt, das neben Händlern und spezialisierten Werkstätten auch die Fachpresse und Websites einschließt. Oldtimer-Fans sind auch zunehmend eine Zielgruppe der Fremdenverkehrswerbung. Ein Beispiel dafür ist das „Oldtimerland Bodensee“, das von Touristik-Organisationen, Museen, Messe-Veranstaltern u. ä. gemeinsam vermarktet wird.
Inzwischen hat sich, neben der bisher hauptsächlich behandelten Originalitäts-Fraktion der Oldtimerszene, eine meist recht junge und vitale Szene herausgebildet, die Oldtimer als einen Teil ihres Lebensstils betrachten. Herausragend hier sicherlich die Rockabilly- und Hot-Rod-Szene, die mit Sicherheit einen bedeutenden Teil der, wenn auch zumeist US-amerikanischen, Automobilgeschichte und -kultur repräsentiert. Diese Szenen sind aufgrund ihrer subkulturellen Abgrenzung und fehlender Vorschriftswerke eher zugänglich, wenn finanzielle Mittel weniger im Vordergrund der Beschäftigung mit interessanten Fahrzeugen stehen. Hier werden beispielsweise auch Oldtimer, die sich nicht im Originalzustand befinden, gesucht und geschätzt. Meistens ist ein zeitgenössisches Tuning von Fahrzeugen dabei durchaus Ziel von Umbauten und Leistungssteigerungen. Bei der herkömmlichen Bewertung zur Vergabe eines H-Kennzeichens wie auch von Oldtimerversicherungen wird diese wachsende Szene in Deutschland bisher wenig beachtet.

### Präsentation
Oldtimer sind im öffentlichen Straßenbild nur begrenzt wahrnehmbar, da der Bestand zugelassener Oldtimer nur gut ein halbes Prozent des Fahrzeuggesamtbestandes ausmacht und ihre Laufleistung etwa ein Zehntel ist. Daher werden sie der interessierten Öffentlichkeit in Verkehrsmuseen präsentiert. Neben diesen Dauereinrichtungen werden Oldtimer temporär auf Fachmessen sowie im Rahmen von Oldtimertreffen gezeigt.

### Oldtimertreffen
Rund um den Globus finden zwischen Frühling und Herbst Oldtimertreffen statt. Bei diesen Ereignissen, die oftmals von einschlägigen Clubs organisiert werden, können die Besitzer, die ja meist erheblichen Aufwand für die Ersatzteilbeschaffung und Restaurierungsarbeit hineingesteckt haben, ihre Oldtimer dem Publikum vorführen. Auch die Fahrzeughersteller entdeckten in den vergangenen Jahren den Werbewert der älteren Fahrzeuge ihrer Produktion, bauten Fahrzeugmuseen auf und unterstützen (zumeist) die Markenclubs.

### Oldtimerrallyes
Oldtimerrallyes werden auf lokalem, regionalem bis hin zu internationalem Niveau gefahren. Beispiele für Rallyes mit internationalem Charakter sind die Mille Miglia in Italien, die Sachs Franken Classic und der AvD-Oldtimer-Grand-Prix in Deutschland, die Flying Scotsman in Großbritannien oder die Silvretta Classic und Ennstal-Classic in Österreich.
Hierbei geht es größtenteils um Gleichmäßigkeitsprüfungen (auf nicht-internationalem Niveau oftmals auch Orientierungsaufgaben) und nicht um das Erreichen von Bestzeiten. Es wird hierfür eine Vielzahl an sportlichem Gerät in die Fahrzeuge eingebaut, angefangen bei Funkuhren und Wegstreckenzähler bis hin zu Rallycomputern. Wie auch bei anderen Sportarten geht es vielen Teilnehmern eher um das Fahren und den sozialen Aspekt als um das Erreichen des ersten Platzes – trotz des Ehrgeizes, den einige Teilnehmer entwickeln, ist es kein Profisport.

### Wertanlage
Historische Automobile sind in den letzten Jahren auch als Wertanlage nach der Weltwirtschaftskrise begehrt. Serienfahrzeuge der Marken Bugatti, Duesenberg und Mercedes-Benz sowie Rennfahrzeuge der Hersteller Ferrari, Maserati und Porsche „erfuhren“ rasante Wertzuwächse von bis zu 600 Prozent bezogen auf das Jahr 2008. Der seit 2000 bestehende DOX (Deutscher Oldtimer Index) hat eine durchschnittliche Zuwachsrate von 5,6 Prozent und sich bis 2014 mehr als verdoppelt. Einzelne Fahrzeuge wie Mercedes-Benz W 198 oder Porsche 911 Carrera RS erhielten von 2000 bis 2014 den 12-fachen Wertzuwachs. Im Hochpreissegment der „zehn Meister der Rendite“ befinden sich daneben AC Cobra, Aston Martin DB5, Bentley R-Type Continental, BMW 507, Bizzarrini GT 5300, Ferrari GT Lusso, Lamborghini Miura und Maserati Ghibli Spider, deren Wert sich von 2000 bis 2015 mindestens versechsfacht hat, während sich der Wert für Klassiker im niedrigen Preissegment im gleichen Zeitraum verdoppelte.